# Franz Rothenbacher
Franz Rothenbacher (* 14. Dezember 1954 in Schelklingen) ist ein deutscher Soziologe.

## Akademischer Werdegang
Rothenbacher studierte von 1975 bis 1981 im Diplomstudiengang Soziologie an der Universität Mannheim. Anschließend war er bis Mitte 1982 Forschungsassistent am Sonderforschungsbereich 3 Mikroanalytische Grundlagen der Gesellschaftspolitik (Frankfurt a. M. und Mannheim). Von Mitte 1982 bis 1988 war Rothenbacher wissenschaftlicher Assistent am Lehrstuhl für Soziologie III (Wolfgang Zapf) der Fakultät für Sozialwissenschaften der Universität Mannheim, wo er 1988 seine Prüfung zum Dr. phil. in Soziologie ablegte. Von 1989 bis 2020 war Rothenbacher Sozialforscher am Mannheimer Zentrum für Europäische Sozialforschung (MZES) und tätig in der Infrastrukturabteilung Eurodata.

## Forschung
Rothenbacher beschäftigte sich zunächst mit der langfristigen Analyse des sozialen Wandels in Deutschland, auch als Modernisierung bezeichnet. Hier analysierte er zentrale langfristige makrosoziale Wandlungsprozesse in den sozialen Subsystemen Familie, Gesundheit, Wohnverhältnisse und in der Querschnittbetrachtung die Strukturen der sozialen Ungleichheit. Seine Absicht war, die Perspektive der Sozialberichterstattung oder der sozialen Indikatoren auf historische Prozesse und Strukturen anzuwenden.
Am Mannheimer Zentrum für Europäische Sozialforschung (MZES) arbeitete er am Aufbau der Infrastrukturabteilung Eurodata und der Europa-Statistikbibliothek. Die Perspektive der Modernisierung (Peter Flora) und der territorialen Struktur Europas (Stein Rokkan) bildete die Grundlage für extensive langfristige und vergleichende Datensammlungen für die europäischen Länder, welche in der Datenhandbuchserie The Societies of Europe erscheinen. Für diese Serie bearbeitete Rothenbacher die beiden Bände über die westeuropäische und den Band über die osteuropäische Bevölkerung.
Weitere Forschungsgebiete Rothenbachers liegen in der Europäischen Sozialberichterstattung, der vergleichenden Analyse der europäischen öffentlichen Dienste und schließlich auch in der lokalen Geschichtsforschung.

## Schriften (Auswahl)
- Soziale Ungleichheit im Modernisierungsprozeß des 19. und 20. Jahrhunderts. Campus Verlag, Frankfurt/New York 1989.
- (Zusammen mit Peter Flora, Franz Kraus und Heinz-Herbert Noll) Social Statistics and Social Reporting in and for Europe. Bonn: InformationsZentrum Sozialwissenschaften (IZ), 1994 (Europe in Comparison – A Series of Guidebooks for the Social Sciences, ed. by Heinrich Best und Peter Flora, vol. 1). (332 S.).
- Historische Haushalts- und Familienstatistik von Deutschland 1815–1990. Campus Verlag, Frankfurt/New York 1997.
- Statistical Sources for Social Research on Western Europe: A Guide to Social Statistics. Opladen: Leske + Budrich, 1998 (Europe in Comparison – A Series of Guidebooks for the Social Sciences, ed. by Heinrich Best und Peter Flora, vol. 6).
- The European Population, 1850–1945. Houndmills, Basingstoke, Hampshire, UK und New York, NY: Palgrave Macmillan, 2002 (The Societies of Europe, vol. 3). (xxviii+846 S.+CD-ROM).
- The European Population since 1945. Houndmills, Basingstoke, Hampshire, UK und New York, NY: Palgrave Macmillan, 2005 (The Societies of Europe, vol. 4). (xxx+1.030 S.+CD-ROM).
- The Central and East European Population since 1850. Houndmills, Basingstoke, Hampshire, UK und New York, NY: Palgrave Macmillan, 2013 (The Societies of Europe, vol. 5).
- (zus. mit Georg Fertig) Kapitel 2 ‘Bevölkerung, Haushalte und Familien’. In: Thomas Rahlf (Hrsg.), Deutschland in Daten: Zeitreihen zur Historischen Statistik. Bonn: Bundeszentrale für Politische Bildung / bpb, 2015, S. 30–45. ISBN 978-3-8389-7133-9. Zweite, aktualisierte (Zeitreihen bis 2018) u. erweiterte Aufl. 2022. Eine englische Ausgabe des Textes findet sich auf der Homepage des Projekts: Population, Households and Families
- (zusammen mit Georg Fertig) Kapitel 2 ‘Bevölkerung, Haushalte, Familien’. In: Thomas Rahlf (Hrsg.), Dokumentation zum Zeitreihensatz für Deutschland, 1834–2012. Documentation of the German Time Series Dataset, 1834-2012. Dokumentation für: Thomas Rahlf (Hrsg.), Deutschland in Daten: Zeitreihen der Historischen Statistik. Bonn: Bundeszentrale für Politische Bildung. Version 29. Juni 2015. Historical Social Research – Historische Sozialforschung, HSR Trans 26 (2015) v01. GESIS, Köln 2015, S. 69–130. doi:10.12759/hsr.trans.26.v01.2015.